# Forteresse d'Hegra
La forteresse d’Hegra est une fortification de montagne située près du village norvégien d’Hegra, dans la municipalité de  Stjørdal, dans le comté de Nord-Trøndelag. La forteresse est construite entre 1908 et 1910, en tant que fortification frontalière destinée à contrer une possible invasion de la Norvège par la Suède. Celle-ci est alors connue sous le nom de « fort d’Ingstadkleiva ».

## Contexte
L'objectif du fort d'Ingstadkleiva était de bloquer les possibles invasions suédoises en Norvège centrale, comme cela avait été le cas lors des conflits suédo-norvégiens des siècles précédents, par exemple lors de Guerre de Torstenson. Après 1905, c'est-à-dire après la dissolution de l'union entre la Norvège et la Suède, l'armée norvégienne continuait à craindre une invasion suédoise pour reprendre la Norvège.
Considérant qu'une attaque réussie au centre du pays pouvait le diviser en deux, l'état-major norvégien en février 1906 suggéra la construction d'un fort dans la vallée de Stjørdalen et Ingstadkleiva fut rapidement indiqué comme un bon endroit pour bloquer une invasion venant de l'est. En mars de la même année, le ministre de la Défense, le général en chef et le chef de l'artillerie de la forteresse ont inspecté le site et ont accepté le plan. Enfin, le 26 avril 1906, le Parlement norvégien autorisa la construction du fort d'Ingstadkleiva. Cependant, aucun fonds ne fut attribué avant le 12 juillet 1907. C'est en mai 1908 que les travaux commencèrent. En janvier 1910, le fort était prêt à l'emploi.

## Géographie
Le fort a été  nommé d'après la hauteur sur laquelle il est installé : Ingstadkleiva - une haute colline boisée de 215 mètres  au sud de la rivière Stjørdalselva, à environ 3 kilomètres du village de Hegra. À l'est, au nord et au nord-ouest, le terrain descend vers la vallée de Stjørdalen qui est alors dominé par le fort, tandis que le front sud est vallonné avec des altitudes plus élevées que celle d'Ingstadskleiva. Par ailleurs, si le fort d'Ingstadkleiva a une excellente maîtrise de la vallée de Stjørdalen au nord et à l'est, à l'ouest, la vue est bloquée par les collines Grøthammeren et Hammeren, toutes deux hautes de 300 mètres.

## Le fort d'Ingstadkleiva
Les armes du fort provenaient de la forteresse abandonnée d'Ørje à Marker. L'artillerie était composée de canons à grand angle, d'une portée de 6 à 9 kilomètres . Les fortifications elles-mêmes consistaient en 300 mètres de tunnels et salles dynamités dans la montagne à Ingstadkleiva, ainsi que des systèmes de tranchées et des positions d'artillerie excavées de la roche à coups d'explosifs. Il y a deux principaux tunnels parallèles souterrains d'environ 80 mètres de longueur, avec un tunnel de 35 mètres les reliant à angle droit. L'un des principaux tunnels servait de quartier pour les servants de la forteresse tandis que l'autre était relié aux fosses d'artillerie à la surface. 
L'artillerie de la forteresse se composait de deux pièces de 75 mm et de quatre de 105 mm (demi-tourelles) placées dans des fosses dynamitées de la roche et bordées de béton, ainsi que quatre canons de campagne Krupp M/1887,. Les pièces de 84 mm conçues avant l'avènement des systèmes de recul, ont été décrites par les Allemands après la reddition de 1940 comme napoléoniennes.
L'artillerie est placée sur une ligne presque droite orientée vers l'est, avec une distance de 20 mètres entre chaque canon de 105 mm et 16 mètres entre chaque pièce de 75 centimètres . Enfin, pour permettre à la forteresse de résister aux attaques sans soutien extérieur, elle fut entourée d''un obstacle de fils de fer barbelé de 5 à 8 mètres de large.

### Début
Au cours de la période de 1910 à 1926, le fort servit de base militaire majeure pour les régions frontalières du Trøndelag avec la Suède. En 1926, le Fort Ingstadkleiva a été mis en réserve dans le cadre des compressions budgétaires de la défense après la Première Guerre mondiale.

### Une forteresse désaffectée
De 1934 à 1939, la section de la jeunesse de la Croix-Rouge norvégienne a utilisé le fort désaffecté  comme camp de vacances d'été pour les enfants. À la fin de 1939, des soldats finlandais du Groupe indépendant Lapland, qui avaient traversé la frontière norvégienne pour se rendre au Finnmark, fuyant les combats dans le district de Petsamo, dans le nord de la Finlande, ont été internés au fort d'Ingstadkleiva. Tous les Finlandais ont été rapatriés au début de 1940. 

### Siège pendant la campagne de Norvège

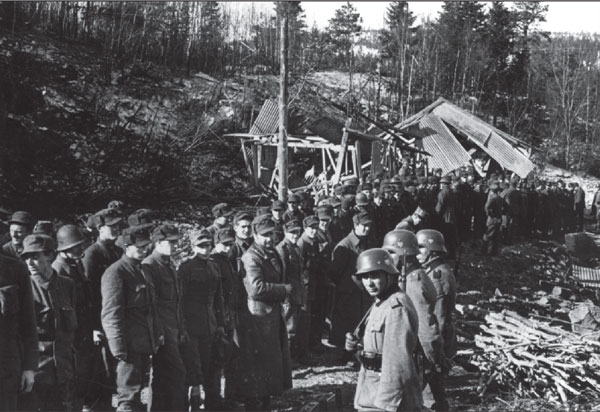
Reddition de la garnison le 5 mai 1940.

Du 15 avril 1940 au 5 mai 1940, la forteresse est assiégée par les forces d’invasion allemandes.
La première semaine, deux assauts d’infanterie tentent de prendre la forteresse sans résultat. Les deux semaines suivantes, la forteresse subit des tirs d’artillerie lourde et des bombardements de la Luftwaffe.
Le 5 mai, Neville Chamberlain annonce la fin de la campagne alliée dans le sud de la Norvège. N’ayant plus l’espoir d’être secourue, et à court de nourriture, la garnison se rend aux troupes allemandes.

### Depuis la Seconde Guerre mondiale
Après la Seconde Guerre mondiale, la forteresse est revenue sous contrôle norvégien. Il s'agit aujourd'hui d'un musée avec des expositions sur l'histoire du fort, mettant l'accent sur le siège de 1940. On peut également y trouver un café et une boutique de souvenirs.
La Forteresse d'Hegra est toujours détenue par la défense norvégienne et financée par le ministère norvégien de la Défense.